# Sinopoda kyee
Sinopoda kyee – gatunek pająka z rodziny spachaczowatych i podrodziny Heteropodinae.

## Taksonomia
Gatunek ten opisany został po raz pierwszy w 2020 roku przez Elenę Grall i Petera Jägera na łamach „Zootaxa”. Jako miejsce typowe wskazano Sadon na terenie birmańskiego stanu Kaczin. Epitet gatunkowy oznacza w języku biramańskim „duża”.

## Morfologia
Jedyny zmierzony okaz jest samicą o ciele długości 23 mm przy prosomie długości 10,3 mm i szerokości 9 mm. U okazu przechowywanego w alkoholu karapaks jest rudobrązowy z brązowymi paskami pośrodku i żółtobrązową przepaską poprzeczną z tyłu, szczękoczułki i nogogłaszczki są rudobrązowe, sternum rudobrązowe z brązowymi krawędziami, odnóża rudobrązowe z brązowymi spodami ud, natomiast opistosoma (odwłok) z wierzchu rudobrązowa z żółtym krzyżem na przedzie, sześcioma żółtymi kropkami pośrodku i żółtą kropką z tyłu, a od spodu żółtawobrązowa z brązowymi, żółto nakrapianymi bokami. Genitalia samicy mają szersze niż dłuższe pole epigynalne pozbawione sensillów szczeliniastych i pasm przednich. Przegroda epigyne jest szersza na przedzie niż pośrodku. Boczne płaty wulwy są zlane, w tyle zaopatrzone w głębokie wcięcie pośrodkowe. Za przegrodą i płatami bocznymi występują zesklerotyzowane nabrzmiałości, pomiędzy którymi znajduje się wcięcie dwukrotnie większe niż u S. kalaw. Wyrostki gruczołowe są długie, w tyle nieco szersze, w dystalniej części zakrzywione. Przewody zapładniające są krótkie i zwężone. Spermateki w częściach tylnych są lekko wybrzuszone bocznie, niekuliste.

## Rozprzestrzenienie
Pająk orientalny, endemiczny dla Mjanmy, znany tylko z lokalizacji typowej na terenie stanu Kaczin. Odnaleziony został pod korą w wiecznie zielonym lesie na wysokości 1371 m n.p.m.